# Julia Hauser
Julia Hauser (21 de fevereiro de 1994) é uma triatleta profissional austríaca.

## Carreira

### Rio 2016
Julia Hauser disputou os Jogos do Rio 2016, não terminando a prova. 